# Dettingen am Albuch
Dettingen am Albuch ist ein Ortsteil von Gerstetten im württembergischen Landkreis Heidenheim. Der Ort liegt am östlichen Ende der Gerstetter Gemarkung in der Nähe von Herbrechtingen.

## Geschichte
Dettingen weist eine sehr alte Besiedlung auf, was der Fund einer alemannischen Siedlung der ältesten Schicht mit mehreren Reihengräbern am östlichen Ortsrand und in der Ortsmitte belegt. Interessante Funde wurden vom Bürgermeister dem Landesmuseum und dem Museum Heidenheim zur Verfügung gestellt.
Erstmals erwähnt wird Dettingen 1125 als Totingen in einer Schutzbulle des Papstes Honorius II. In diesen Urkunden für das Kloster Anhausen an der Brenz erscheint der heilige St. Peter als Kirchenheiliger von Dettingen.
In den Jahren 1311/1312 findet Dettingen in einer Bestätigung des Bischofs Siegfried von Augsburg weitere Erwähnung. Damals gehörte noch der Großteil des Ortes zum Kloster Anhausen. Der Ort wurde 1320 noch mehr an dieses Kloster gebunden, als die Güter und Gerechtigkeiten des Klosters Lorch an Anhausen übertragen wurden. Den Kirchenschatz der Dettinger Pfarrkirche tauschte Anhausen im Jahre 1327 vom Kloster Lorch ein, teils kaufte es diesen im Jahr 1339 von Ulrich Hürger von Hürgenstein und dessen Sohn Konrad. 1377 erhielt das Pfarrdorf Dettingen Marktrecht, aufgrund dessen noch heute am Kirchweihmontag ein traditioneller Markt abgehalten wird.
Im 15. Jahrhundert erscheint Dettingen dann als Sitz eines Landkapitels. Von 1688 bis 1690 war der Ort Amtssitz. Von den Grafen von Helfenstein kam ein Teil über Herzog Friedrich von Teck im 15. Jahrhundert an das Haus Württemberg. Auch das bekannte Geschlecht der Rechberger und die Reichsstadt Ulm erscheinen in den Annalen Dettingens. Erst 1593 kam Dettingen endgültig an Württemberg.
Im 18. und 19. Jahrhundert hatte sich das Dorf zu einer beachtlichen Albgemeinde entwickelt, deren Nähe zur A 7 jüngst die Ansiedlung mehrerer Gewerbebetriebe begünstigte. So kommt es, dass Dettingen im Jahr 2015 eine Einwohnerzahl von etwas über 2000 Menschen hat.
Am 1. April 1972 wurde Dettingen nach Gerstetten eingemeindet.

## Vereine
Der TSV Dettingen 1927 e. V. besitzt über 1000 Mitglieder. Er bietet im Breitensport die Disziplinen Handball, Turnen und Volleyball an. Des Weiteren wurde er für seine jährlich stattfindenden Theaterabende bekannt.
Weitere kulturelle Träger sind u. a. die Albkapelle Musikverein Dettingen e. V., der Reiterverein Dettingen e. V., die Ortsgruppe des Schwäbischen Albvereins sowie der Obst- und Gartenbauverein Dettingen e. V.
Dettingen besitzt eine Sport- und Festhalle, in der die meisten kulturellen Veranstaltungen stattfinden. Außerdem findet man an den Ortsrändern einen großen Sportplatz, einen Beachvolleyballplatz sowie zwei Tennisplätze.

## Politik
Der Ortschaftsrat Dettingen hat nach der letzten Wahl 10 Mitglieder. Die Kommunalwahl 2019 führte zu folgendem amtlichen Endergebnis.
| Parteien und Wählergemeinschaften | Parteien und Wählergemeinschaften     | % 2019 | Sitze 2019 | % 2014 | Sitze 2014 | % 2009 | Sitze 2009 | Kommunalwahl 2019 %50403020100 49,8 %35,2 %14,9 % FWKWGGrüneGewinne und Verlusteim Vergleich zu 2014 %p 2 0 −2 −4−0,9 %p± 0,0 %p+0,7 %pFWKWGGrüne |
| FWV                               | Freie Wählervereinigung               | 49,8   | 5          | 50,7   | 5          | 42,8   | 5          | Kommunalwahl 2019 %50403020100 49,8 %35,2 %14,9 % FWKWGGrüneGewinne und Verlusteim Vergleich zu 2014 %p 2 0 −2 −4−0,9 %p± 0,0 %p+0,7 %pFWKWGGrüne |
| KWG                               | Kommunale Wähler Gemeinschaft         | 35,2   | 4          | 35,2   | 4          | 26,2   | 3          | Kommunalwahl 2019 %50403020100 49,8 %35,2 %14,9 % FWKWGGrüneGewinne und Verlusteim Vergleich zu 2014 %p 2 0 −2 −4−0,9 %p± 0,0 %p+0,7 %pFWKWGGrüne |
| GRÜNE                             | Bündnis 90/Die Grünen und Unabhängige | 14,9   | 1          | 14,2   | 1          | 9,8    | 1          | Kommunalwahl 2019 %50403020100 49,8 %35,2 %14,9 % FWKWGGrüneGewinne und Verlusteim Vergleich zu 2014 %p 2 0 −2 −4−0,9 %p± 0,0 %p+0,7 %pFWKWGGrüne |
| Sonst.                            | Sonstige                              | 0      | 0          | 0      | 0          | 21,2   | 1          | Kommunalwahl 2019 %50403020100 49,8 %35,2 %14,9 % FWKWGGrüneGewinne und Verlusteim Vergleich zu 2014 %p 2 0 −2 −4−0,9 %p± 0,0 %p+0,7 %pFWKWGGrüne |
| gesamt                            | gesamt                                | 100,0  | 10         | 100,0  | 10         | 100,0  | 10         | Kommunalwahl 2019 %50403020100 49,8 %35,2 %14,9 % FWKWGGrüneGewinne und Verlusteim Vergleich zu 2014 %p 2 0 −2 −4−0,9 %p± 0,0 %p+0,7 %pFWKWGGrüne |
| Wahlbeteiligung                   | Wahlbeteiligung                       | 65,6 % | 65,6 %     | 55,9 % | 55,9 %     | 62,3 % | 62,3 %     | Kommunalwahl 2019 %50403020100 49,8 %35,2 %14,9 % FWKWGGrüneGewinne und Verlusteim Vergleich zu 2014 %p 2 0 −2 −4−0,9 %p± 0,0 %p+0,7 %pFWKWGGrüne |

## Wirtschaft
Auch in Dettingen hat sich zwischen dem Anfang des 19. und des 20. Jahrhunderts ein Strukturwandel vollzogen. Das einstige Bauerndorf, dessen Einwohner zu einem großen Teil früher noch die Handweberei betrieben, ist heute eine Arbeiterwohngemeinde mit leistungsfähigen Handwerksbetrieben.
Die Landwirtschaft hat heute nur noch einen geringen Anteil an der Bevölkerung. Ausschlaggebend für diese Entwicklung war die zentrale Lage zu einigen Industriegemeinden. Die vielen Dettinger Pendler arbeiten größtenteils bei Firmen wie Voith, Paul Hartmann Gruppe, BSH oder Osram. Im Jahre 2018 hat die Honold Logistik Gruppe ein 9 Hektar großes Gebiet erworben und ist dort tätig mit Schwerpunkt Hightech und Handelslogistik.

## Sehenswürdigkeiten

### Bauwerke
- Evangelische Pfarrkirche Peterskirche, 1769 von Joseph Dossenberger errichtet

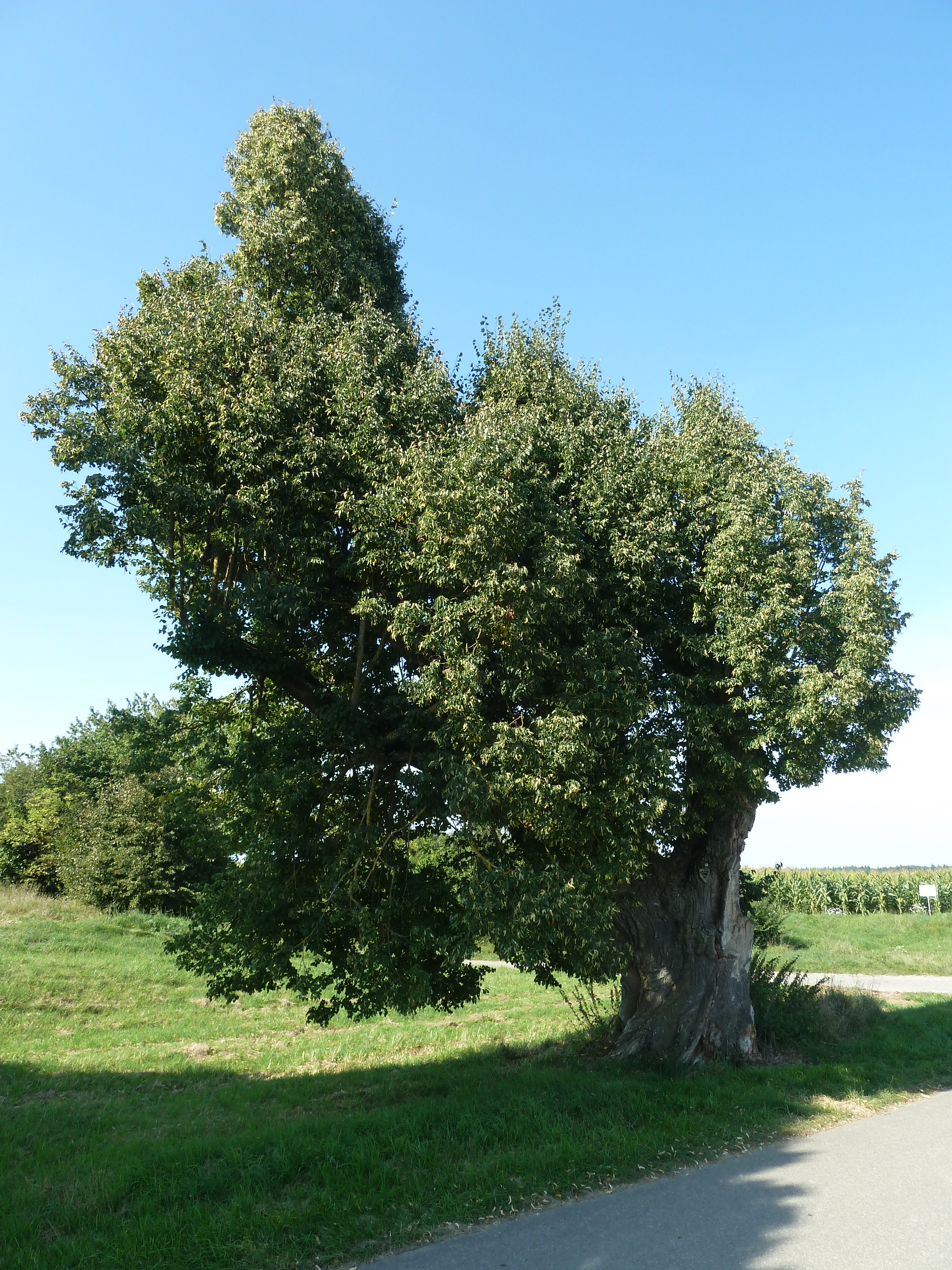
Anhauser Linde (2020)

- Burg Falkenstein

### Naturdenkmal Anhauser Linde
⊙ Die als Naturdenkmal (81350150009) geschützte, auch „Brandlinde“ genannte Anhauser Linde steht an der alten Straße nach Anhausen, an einer Wegkreuzung auf freiem Feld.
Mit einem geschätzten Alter von 400–500 Jahren gilt der Baumveteran als eine der ältesten Winterlinden in Württemberg.
Im Jahr 1976 hat die zähe monumentale Linde einen Blitzschaden überlebt und musste 2002 zwei Brände überstehen. Zum Jahreswechsel 2006/2007 sah es so aus, als hätte ihr ein Herbststurm in der Nacht vom 3. zum 4. Oktober endgültig den Garaus gemacht. Große Teile der ehemals mächtigen Krone waren ausgebrochen und der Baum wurde bereits für tot erklärt. Trotz massiver Schäden hat die immer noch vitale Linde jedoch auch das überlebt, wie eine Bildaufnahme vom 13. September 2020 bezeugt.
Laut einer Messung im Jahr 2016 wird ein Brusthöhenumfang (in 1,30 m Höhe) des Stammtorsos von 8,92 m angegeben. In einer anderen Quelle wird nach einem Besuch der Linde im Jahr 2018 ein Stammumfang von 7,74 m behauptet.

## Persönlichkeiten
- Christian Fink (1831–1911), Musiker, Komponist und Pädagoge
- Wilhelm Häberle (1905–1975), Missionar in Kamerun und Schriftsteller